# Atentado de Rosas de 2001
El 17 de marzo de 2001, la banda terrorista ETA cometió un atentado en la localidad de Rosas, en Gerona, haciendo explotar un coche bomba con 50 kg de dinamita, que mató al mozo de Escuadra Santos Santamaría, que se convirtió en la primera y única persona de este cuerpo policial asesinado por dicha organización.
ETA advirtió durante el 17 de marzo de 2001 la presencia del artefacto frente al hotel Montecarlo de Rosas con un comunicado al diario Gara y otros organismos. La explosión, sin embargo, se produjo antes de lo previsto, cuando se estaba desalojando el hotel. Uno de los mozos de Escuadra que estaban por la zona, a unos 150 metros de distancia del lugar de la explosión, Santos Santamaría (de 32 años), murió debido al impacto de los trozos de metralla. La bomba se encontraba en un Ford Escort con matrícula de Valencia, robado en Francia. Un autobús que transportaba escolares alemanes quedó carbonizado, aunque sirvió también para hacer de pantalla y evitar males mayores. Varios edificios y vehículos de la urbanización Santa Margarita también resultaron afectados; los destrozos fueron calculadas en unos 400 millones de pesetas. El día posterior al atentado 1500 personas se concentraron ante el ayuntamiento para mostrar su rechazo al atentado, y se declararon dos días de luto.
Santos Santamaría fue el primer mozo asesinado por ETA. El agente fue designado hijo adoptivo de Rosas a título póstumo. En julio de 2005, la Audiencia Nacional condenó a 75 años de cárcel a los etarras, Aitor Olaizola Baseta y Eider Pérez Aristizabal, como autores de los hechos, y en 2009 se añadió a Ainhoa Múgica Goñi con 67 años de prisión por haber colaborado en la preparación del atentado.
Este fue el tercer atentado de ETA en las comarcas de Gerona, después de que en 1997, ETA explotara dos artefactos en Lloret de Mar, y en enero de 2001 pusieran una bomba en la delegación de Defensa de Gerona (actual Parque del Mediodía). Posiblemente, la zona fue elegida por la cercanía de la frontera con Francia, lo que permitía una huida mejor al país vecino.